# 셰놀 귀네슈 스타디움
셰놀 귀네슈 스타디움(튀르키예어: Senol Gunes Stadyumu, 영어: Senol Gunes Stadium)은 터키 트라브존에 위치한 축구전용구장으로 프로 축구단 트라브존스포르의 홈구장이다. 경기장 명칭은 터키 축구와 트라브존스포르 클럽의 전설적 선수인 셰놀 귀네슈를 기념하기 위해서 지었다.